# Wilma Rudolph
Wilma Glodean Rudolph (n. 23 iunie 1940, Clarksville, Tennessee, SUA – d. 12 noiembrie 1994, Tennessee, SUA) a fost o atletă americană. Wilma a fost campioană olimpică la 100 și 200 de m plat, datorită rezultatelor obținute de ea la Jocurile Olimpice din 1960 de la Roma, Wilma Rudolph a fost supranumită „gazela neagră”.

## Palmares
| An   | Competiție        | Locație              | Loc | Eveniment | Note |
| ---- | ----------------- | -------------------- | --- | --------- | ---- |
| 1956 | Jocurile Olimpice | Melbourne, Australia | 13  | 200 m     | 24,6 |
| 1956 | Jocurile Olimpice | Melbourne, Australia | 3   | 4x100 m   | 44,9 |
| 1960 | Jocurile Olimpice | Roma, Italia         | 1   | 100 m     | 11,0 |
| 1960 | Jocurile Olimpice | Roma, Italia         | 1   | 200 m     | 24,0 |
| 1960 | Jocurile Olimpice | Roma, Italia         | 1   | 4x100 m   | 44,5 |